# 동부 행정구

동부 행정구의 위치

동부 행정구 또는 보스토치니 행정구(러시아어: Восточный административный округ)는 모스크바의 동쪽에 위치한 구로 모스크바 면적의 15%를 차지한다. 16개의 구가 위치해 있다.
«로시니 섬»(Лосиный остров, 국립공원), 이즈마일롭스키 공원(Измайловский парк)과 소콜니체스키 공원(Сокольнический парк), «로코모티프»(Локомотив), «루치»(Луч), «크릴랴소베토프»(Крылья Советов), «올림프»(Олимп), «아방가르드»(Авангард)의 경기장이 위치해 있다.
이곳은 지하철 역인 체르키좁스카야 역(Черкизовская), 파르티잔스카야 역(Партизанская)이 위치해 있다.